# مارین دراگانیا
 مارین دراگانیا (انگلیسی: Marin Draganja؛ زاده ۱۳ مهٔ ۱۹۹۱) یک تنیس‌باز اهل کرواسی است.